# 프랑스 예술가 협회
프랑스 예술가 협회(프랑스어: Société des artistes français)는 1881년에 설립된 프랑스의 화가와 조각가 협회이다. 프랑스 예술가 협회에서 매년 주최하는 전시회는 "Salon des artistes français"이다.(1667년에 시작된 더 유명한 전시인 살롱 드 파리와 혼동 주의)
이 협회가 설립되었을 때, 모든 프랑스의 예술가가 협회에 가입하게 되었다. 당시 회장은 화가였고 부회장은 조각가였다. 당시 프랑스 정부가 살롱을 조직하는 것을 중단했기 때문에 이 협회의 주요 임무는 살롱을 조직하는 것이었다.

## 분열
1890년 12월 윌리암 아돌프 부그로 당시 회장은 살롱이 아직 알려지지 않은 젊은 예술가들의 전시회가 되어야 한다고 제안했다. 그러나 에르네스트 메소니에, 퓌뷔 드 샤반, 오귀스트 로댕 등은 이 제안을 거부하고 조직을 떠났다. 그들은 공식적으로 살롱이라는 똑같은 이름을 사용하여 "Salon de la Société Nationale des Beaux–Arts", 줄여서 "Salon du Champs de Mars"라고도 불리는 자신들만의 전시회(1899년 프랑스 국립 미술 협회)를 빠르게 만들었다. 기존의 살롱은 "Salon de Champs-Élysées" 또는 간단히 "Salon des Artistes Français"라고 불렸다.

## 현재
프랑스 예술가 협회는 현재도 여전히 존재하며 매년 "Salon des Artistes Français"를 조직한다. 현재 회장은 2020년부터 조각가 브루노 매들린(Bruno Madelaine)이 맡고 있다.

## 같이 보기
- 살롱 드 파리
- 프랑스 국립 미술 협회